# Meganephria cinerea
Meganephria cinerea là một loài bướm đêm trong họ Noctuidae.